# Szent István király plébániatemplom (Esztergom)
A római katolikus Szent István király plébániatemplom Esztergom-Kertváros plébániatemploma.

## Története
A két világháború között, az óvárostól távol eső, fiatal, tábori városrészen nem volt templom, pedig a területen a civil lakosság száma elérte a 2-3 ezret. Ezért 1941-ben templomot kezdtek építeni Szent István király tiszteletére. A terveket Goszleth Lajos készítette.
Az építési munkálatok két évig tartottak, és 1943. június 29-én Serédi Jusztinián hercegprímás, esztergomi érsek áldotta meg az új templomot, bár ekkor még nem épült fel a torony. A második világháborúban a legjobban károsodott városrész Kertváros volt, a plébániatemplom is jelentősen megsérült. A templomon keletkezett károkat 1946-ban adományokból javították ki, és ekkor kezdték el a torony építését is, ami csak 1948-ra lett kész. A kész templomot augusztus 8-án szentelte fel a bíboros.
A templomkertben található Mária megkoronázása szobor védett műemlék. Az egyházközség lakosainak száma 6000 fő, a hívek száma 3000 fő.

## Méretei
- Alapterülete: 260 m²
- Hossza: 29 m
- Szélessége: 10 m
- Belmagassága: 7,2 m

## Galéria

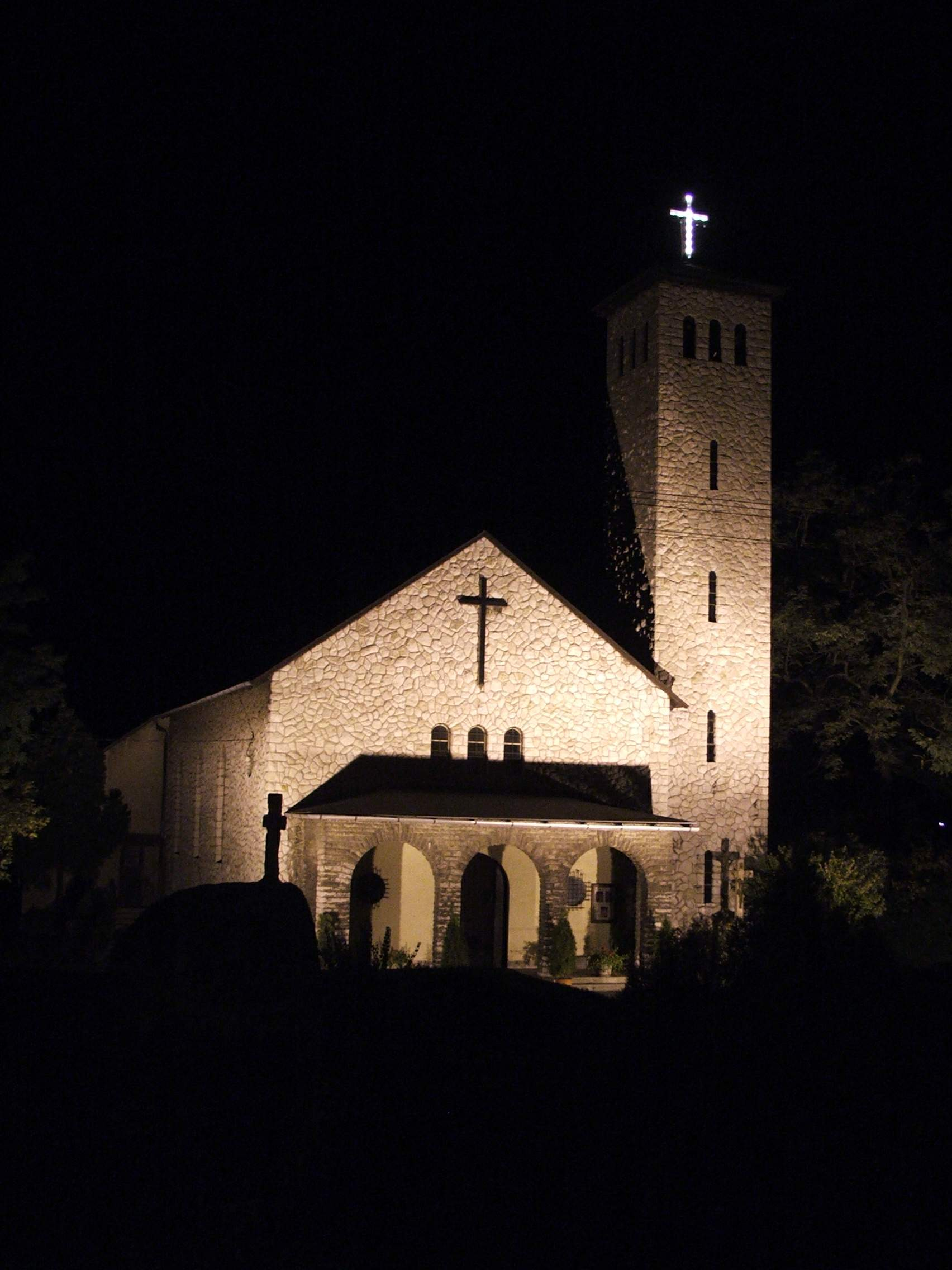
A templom éjszakai kivilágítása
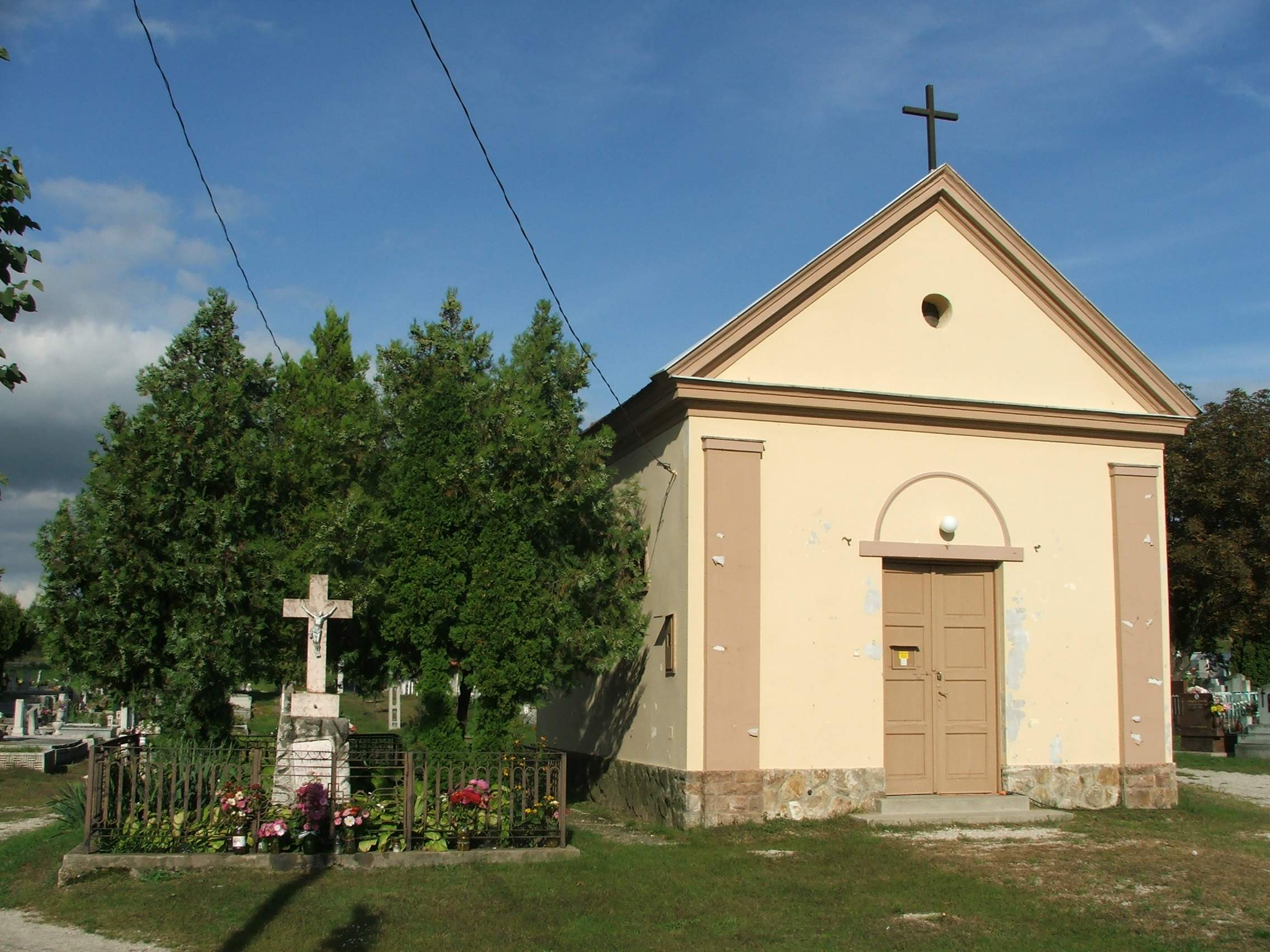
A kertvárosi temető kápolnája